# Boršov nad Vltavou
Boršov nad Vltavou là một làng thuộc huyện České Budějovice, vùng Jihočeský, Cộng hòa Séc.